# John Paul Jones, maître des mers
Pour les articles homonymes, voir Jones et John Paul Jones.
Pour plus de détails, voir Fiche technique et Distribution.
John Paul Jones, maître des mers (John Paul Jones) est un film américain réalisé par John Farrow et sorti en 1959.

## Synopsis
La vie (romancée) de John Paul Jones, de sa jeunesse en Écosse à son action au service de Catherine II de Russie, en passant par son rôle dans la Guerre d'indépendance des États-Unis.

## Fiche technique
- Titre : John Paul Jones, maître des mers
- Titre original : John Paul Jones
- Réalisation : John Farrow
- Scénario : John Farrow, Ben Hecht et Jesse Lasky Jr., d'après l'histoire "Nor'wester" de Clements Ripley
- Direction artistique : Franz Bachelin
- Costumes : Phyllis Dalton
- Décors : Dario Simoni
- Photographie : Michel Kelber
- Montage : Eda Warren
- Musique : Max Steiner
- Production : Samuel Bronston
- Production associée : Barnett Glassman
- Société de production : Samuel Bronston Productions
- Société de distribution : Warner Bros.
- Pays d'origine :  États-Unis
- Langue originale : anglais
- Format : couleur (Technicolor) — 35 mm — 2,35:1 — son Mono
- Genre : film historique, Film d'aventure maritime
- Durée : 126 minutes
- Date de sortie : 
  -  États-Unis : 16 juin 1959
  -  France : 8 juin 1960

## Distribution
- Robert Stack : John Paul Jones
- Bette Davis : Catherine II
- Marisa Pavan : Aimee de Tellison
- Archie Duncan : Duncan MacBean
- Charles Coburn : Benjamin Franklin
- Macdonald Carey : Patrick Henry
- Jean-Pierre Aumont : Louis XVI
- David Farrar : John Wilkes
- Peter Cushing : Capitaine Pearson
- Susana Canales : Marie Antoinette
- Georges Rivière : Chambellan à la cour de Russie
- Tom Brannum : Peter Wooley
- Bruce Cabot : Cannonier Lowrie
- Basil Sydney : Sir William Young
- John Crawford : George Washington
- Pepe Nieto : Red Cherry
- Mia Farrow